# Strange Cargo
Strange Cargo és un film estatunidenc dirigida per Frank Borzage que s'estrenà el 1940.

## Argument
Verne, un convicte empresonat a l'Illa del Diable, vol escapar-se, per a la qual cosa intenta involucrar Julie, una noia del saloon, que el delata a les autoritats. Però Verne ho intenta novament junt amb altres convictes, i en la seva fugida troba novament Julie...

## Repartiment
- Joan Crawford: Julie
- Clark Gable: Verne
- Ian Hunter: Cambreau
- Peter Lorre: Mr. Pig
- Albert Dekker: Moll
- J. Edward Bromberg: Flaubert
- Eduardo Ciannelli: Telez
- John Arledge: Dufond
- Frederick Worlock: Grideau
- Bernard Nedell: Marfeu
- Victor Varconi: El pescador